# Charles Daniels
Charles Meldrum Daniels (24. března 1885, Dayton, Ohio – 8. srpna 1973, Carmel Valley, Kalifornie) byl americký plavec, který na 3. olympijských hrách 1904 v Saint Louis a následujících hrách 1908 v Londýně získal celkem čtyři zlaté medaile. Byl jednou z významných postav počátků plaveckého sportu.

## Život
Charlesův otec Thomas Porter Daniels byl právníkem a nějaký čas byl členem Nejvyššího soudu státu New York. Matka Alice roz. Meldrumová byla dcerou majitele textilní firmy v Daytonu (Dayton Dry Goods). Thomas Daniels tuto firmu zastupoval, a tak se s Alicí seznámili a 19. června 1884 měli v Buffalu sňatek. Charles byl ze dvou dětí, ale jeho sourozenec záhy zemřel. Není známo, jak dlouho Danielsovi žili v Daytonu, ale obchod je přiměl přestěhovat se do New Yorku. Zde byl Charles zapsán do Dwight Preparatory School. Ve škole se věnoval atletickým disciplínám, ale poté, co se stal členem New York Athletic Clubu, přešel k plavání, kterému se naučil v devíti letech.
Charles Daniels studoval na radu svého trenéra Guse Sundstroma nový plavecký styl, tzv. australský kraul, a roku 1903 ho uvedl v USA. Daniels tento styl dále zdokonalil a položil tak základy „americkému“ kraulu, který je až do dnešních časů používán s menšími úpravami v plaveckém volném stylu. Právě tyto úpravy Danielsovi pomohly k jeho úspěchům. Daniels získal celkem sedm olympijských medailí, nepočítáme-li zlatou medaili z neoficiálních „jubilejních“ her v Athénách 1906 na 100 m volným stylem. V Saint Louis se stal prvním americkým plaveckým vítězem olympiád.
Od roku 1904 do r. 1911 získal Daniels celkem 31 národních mistrovských titulů AAU (Amatérská atletická unie) a v jedné době držel všechny světové volnostylařské rekordy od 50 yardů až po 1 míli. Jen v roce 1905 se mu podařilo během 4 dní pokořit celkem 11 světových rekordů. Roku 1909 byl jmenován Sportovcem roku AAU.
Ch. Daniels byl všestranným sportovcem. V útlém mládí se stal juniorským šampiónem ve střelbě malorážkou a také byl mistrem svého týmu ve squashi. Po skončení plavecké kariéry se věnoval amatérskému golfu. V roce 1988 bylo jeho jméno zapsáno do Americké Olympijské Dvorany Slávy. Dům Danielsových v Adirondacksu nyní slouží jako skautské středisko.

## Charles Daniels na olympijských hrách

### 3. olympijské hry Saint Louis 1904

#### 50 yardů volný způsob
Není přesně znám počet startujících , údajně hovoří o 9 nebo 11. Ze dvou rozplaveb první tři postupovali do finále, kam se dostal jediný zahraniční plavec, Zoltán Halmay z Maďarska. Ve druhé rozplavbě přenechal Daniels vítězství Scottu Learymu. Ve finále zvítězil Halmay před Learym, Charles Daniels obsadil třetí místo.

#### 100 yardů volný způsob
Údaje o počtu startujících se značně rozcházejí (9 až 17). Ze dvou rozplaveb postoupili opět první tři do finále. Charles Daniels zvítězil ve druhé z nich před krajany Gaulem a Leo Budd Goodwinem. Ve finále porazil Danielse opět Zoltán Halmay, na třetím místě skončil Scott Leary.

#### 220 yardů volný způsob
Karel Procházka opět uvádí vyšší počet závodníků (9), ale zřejmě plavali jen čtyři závodníci ze dvou zemí přímo finále. Charles Daniels zvítězil časem 2:44,2 min před svým krajanem Francisem Gaileym a Němcem Emilem Rauschem.

#### 440 yardů volný způsob
Karel Procházka uvádí 11 závodníků ze 4 zemí, druhý údaj uvádí 4 závodníky ze dvou zemí, kteří byli účastníky finále. Charles Daniels získal druhý olympijský titul (čas 6:16,2 min, olympijský rekord), druhý byl Francis Gailey, třetí Rakušan Otto Wahle, známý již z olympiády v Paříži.

#### 4 x 50 yardů volný způsob
Údaje se tentokrát shodují v tom, že závodila pouze čtyři družstva z USA, tj. 16 závodníků. Zvítězil tým New York Athletic Club ve složení Joseph A. Rudy, Leo Budd Goldwin, Louis de Handley a Charles Daniels před družstvy z Chicaga a Saint Louis.

### 4. olympijské hry Londýn 1908

#### 100 m volný způsob
Startovalo 34 závodníků ze 14 zemí. Z devíti rozplaveb postupovali vítězové a další dva s nejlepšími časy. Charles Daniels startoval v páté rozplavbě, v níž časem 1:05,8 min porazil Maďara Ónodyho. V semifinále si to rozdal se svým krajanem Leslie Richem a časem 1:10,2 min ho porazil o půl sekundy. Do finále postupovali vždy první dva semifinalisté. Ve finále vytvořil Charles Daniels světový a olympijský rekord časem 1:05,6 min, za ním skončil Maďar Halmay, třetí byl Harald Julin ze Švédska.

#### 4 x 200 m volný způsob
Tato disciplína měla v Londýně olympijskou premiéru. Účastnilo se šest družstev, měla se plavat tři semifinále, ale protože Maďarsko nemělo soupeře, postoupilo do finále automaticky. USA skončily v semifinále za Velkou Británií, jíž vévodily výkony Henryho Taylora. Británie také zvítězila ve finále před Maďarskem, třetí USA plavaly v sestavě Harry Hebner, Leo Goodwin, Charles Daniels a Leslie Rich.